# Hylobius abietis
Довгоно́сик сосно́вий вели́кий, Hylóbius abiétis — вид жуків родини Довгоносики (Curculionidae). Ця комаха може завдавати помітної шкоди хвойним.

## Зовнішній вигляд[2]
Тіло жука має 10—14 мм завдовжки, основне його забарвлення темно-коричневе, поверхня матова. Основні ознаки: 
•	руді волосковидні лусочки на надкрилах зібрані у плями і утворюють три вигнуті поперечні смужки (у старих жуків цей візерунок звичайно стертий);
•	 передньоспинка вкрита густими дрібними точками, вузькі проміжки між якими частково зморшкуваті;
•	надкрила ширші, ніж передньоспинка, з добре вираженими плечовими бугорцями; 
•	точечні борозенки на надкрилах рівномірно заглиблені від основи надкрил до їх вершини, проміжки між борозенками помітно ширші самих борозенок;
•	членики черевця знизу по боках мають плями з волосковидних лусочок;
•	 кожне стегно із великим гострим зубцем;
Самці мають заглиблення на черевних сегментах знизу; у самок це місце дещо опукле. Зображення личинки та лялечки див. Довгоносики.

## Спосіб життя
Активні жуки з'являються у природі наприкінці квітня — на початку травня, при температурі 13—15°С і вище. Вони активні понад вечір і вночі, вдень вони ховаються у тріщинах кори, підстилці тощо. До місць харчування довгоносики перелітають або йдуть «пішки». Потурбовані жуки легко впадають у танатоз.
Жуки гризуть кору й пагони молодих (3—10 років) сосен, менш охоче — ялин, модрин, ялиць і як виняток — саджанці листяних дерев (дуба, берези, вільхи, горіха). Один жук споживає за добу 23,2 мг соснової кори (0,3 см²), за весь сезон — до 4 г (понад 50 см²). Позбавлені їжі жуки лишаються живими 6—18 діб. 

### Життєвий цикл
Під лісовим пологом довгоносики трапляються рідко, найчастіше вони зустрічаються на відкритих ділянках (наприклад, на згарищах). Багато жуків скупчується на свіжих вирубках, біля пнів, а також на лісосіках і послаблених деревах. Саме тут після парування самки відкладають яйця у корені, кореневу шийку і надземну частину пнів. У корі вигризається заглиблення, куди відкладається одне або декілька молочно-білих видовжених яєць. Їх відкладання починається наприкінці травня і триває до кінця літа. За цей період самка відкладає до 60 яєць. 
Через два-три тижні з яєць вилуплюються личинки. Вони харчуються корою й деревиною, прокладаючи у них звивисті тунелі, де і заляльковуються, заздалегідь створивши для цього розширення — камери.
В Україні подальший розвиток відбувається по-різному. Личинки, що вийшли з рано відкладених яєць, раніше інших і заляльковуються. Вони лишаються зимувати у вигляді імаго у лялечкових комірках або молоді жуки виходять на поверхню і після короткого періоду харчування ховаються в укриття і зимують. Розмножуватися вони починають наступної весни. Інша частина популяції зимує на стадії личинок старшого віку. Лялечку вони утворюють у червні-липні наступного року, наприкінці літа з'являються імаго нового покоління. Вони зимують і розмножуються наступної весни.
Значний внесок у вивчення біології цього довгоносика зробив український ентомолог М. С. Грезе.

## Географічне поширення
Вид поширений майже по всій Палеарктиці: від Португалії та Франції до Китаю і Японії і доходить на півночі до Великої Британії і Фінляндії . В Україні не зареєстрований лише в АР Крим, у Запорізькій, Кіровоградській і Чернівецькій областях .

## Значення у природі та житті людини
Подібно до інших видів, великий сосновий довгоносик є невід'ємною ланкою природних екосистем, споживаючи рослинні тканини і стаючи здобиччю тварин — хижаків та паразитів. У дикій природі довгоносики уражають, головним чином, рослини, тканини яких почали гнити або всихати. Тож, комахи пришвидшують мінералізацію рослинних тканин, що гинуть. Однак у лісових господарствах жуки завдають чималої шкоди, особливо, коли їх чисельність і щільність досягає значних величин. 
Обгризаючи стовбури молодих дерев та весняні пагони, жуки пошкоджують бруньки та глицю. Це негативно впливає на ріст та фотосинтетичну активність рослин. Якщо пошкодженим виявляється основний пагін, деревце лишається безверхівковим або деформується, утворюючи кривий стовбур або має декілька верхівок. Особливо небезпечні кільцеві пошкодження, коли жуки вигризають кільце кори й частково деревини. При цьому пошкоджуються судини і порушується нормальне живлення рослин, вони починають всихати. Місце погризів може стати «ворітьми» для проникнення збудників хвороб дерева.
Поступово ці поранення запливають смолою. Найбільше страждають від пошкоджень молоді дерева, висотою до 80 см. Це робить жука особливо небезпечним у лісорозсадниках. Личинка довгоносика шкоди не завдає, скоріше, навпаки — корисна руйнуванням пеньків.

### Заходи профілактики і боротьби[8]
•	своєчасне регулярне обстеження дерев і у разі потреби обробка інсектицидами (в тому числі й саджанців перед садінням ; 
•	використання пасток для дорослих жуків;
•	видалення свіжих пнів та деревних решток (гілок, кори тощо);
•	уникнення сусідства розсадників і вирубаних ділянок;
•	уникати суцільних вирубувань лісу, віддаючи перевагу вибірковому вирубанню.